# Leo Victor Felix Henckel von Donnersmarck
Graf Leo Victor Felix Henckel von Donnersmarck (* 25. Juni 1785 in Bartenstein; † 10. Juni 1861 in Ilmenau in Thüringen) war preußischer Kammerherr, Geheimer Regierungsrat und Botaniker. Sein botanisches Autorenkürzel lautet Donnersm. oder auch „Henckel“.

## Leben
Er entstammte der jüngeren protestantischen Linie Tarnowitz-Neudeck des alten schlesischen Grafenhauses Henckel von Donnersmarck. Sein Vater war der spätere Generalleutnant Graf Viktor Amadeus Henckel von Donnersmarck (1727–1793). Seine Mutter war Gräfin Eleonore Maximiliane Ottilie von Lepel (1756–1843). Nach dem Tod ihres Ehemanns war sie Oberhofmeisterin der Großherzogin von Sachsen-Weimar und stand daher in vielfacher Beziehung zu dem glänzenden Kreis, den der weimarische Hof damals um sich versammelt hatte. Seine Geschwister waren Wilhelm Ludwig Victor (* 30. Oktober 1775) und Henriette Ulrike Ottilie (* 15. Oktober 1776), verehelichte (und geschiedene) von Pogwisch. Deren Tochter Ottilie heiratete Goethes Sohn, den Hofbeamten August von Goethe.
Der junge Graf Leo erhielt seine Erziehung nach dem Tod seines Vaters im Haus des Geistlichen Dupasquier in Neuenburg in der Schweiz. Sein Vormund war kein Geringerer als Heinrich von Preußen, dessen Adjutant sein Vater gewesen war. Nachdem er seine Muttersprache mühsam wieder erlernt hatte, widmete er sich rechts- und staatswissenschaftliche Studien auf der Universität Halle. Daneben hörte er auch naturwissenschaftliche Vorlesungen und zeigte sich der Botanik zugetan.
Im Jahre 1808 trat er als Referendar bei der königlichen Kriegs- und Domänenkammer (später Regierung von Königsberg) ein und machte als Leutnant die Feldzüge von 1813 und 1814 mit und kehrte dann wieder in den Zivildienst zurück. Nachdem er einige Jahre die Stellung eines Legationssekretärs bei der Preußischen Gesandtschaft in Wien bekleidet hatte, wurde er 1817 zum Rat im Regierungskollegium von Breslau ernannt. Auf sein Ansuchen wurde er in gleicher Eigenschaft nach Merseburg versetzt. Dort wirkte er ununterbrochen bis 1847. Im Jahre 1844 wurde ihm noch das Prädikat eines Geheimen Regierungsrats verliehen.
Der Graf war einer der wenigen höheren Verwaltungsbeamten, die zur Zeit, als der Polizeistaat in Preußen in vollster Blüte stand, die Verhältnisse von einem höheren und freieren Standpunkte aus auffassten und demgemäß handelten.
In seiner Freizeit hat er sich umfassend wissenschaftlich betätigt. Er verfasste zahlreiche kleinere literarische Arbeiten und Aufsätze. Dieselben betrafen meist die Geschichte und Landeskunde der Schweiz, für die er bis an sein Lebensende ein warmes Interesse behielt, sowie verschiedene Gegenstände der Naturgeschichte. Unter anderem lieferte er zahlreiche Beiträge zu der „Allgemeinen Enzyklopädie“ von Ersch und Gruber. In seinem Nachlass fanden sich eine Sammlung von Werken über die Schweiz sowie wohlgeordnete Herbarien, darunter auch die Sammlung von Georg Forster.

## Ehrungen
Nach ihm ist die Gattung Henckelia Spreng. aus der Familie der Gesneriengewächse benannt.

## Familie
Der Graf war seit dem 12. November 1827 mit Reichsfreiin Therese von Bothmer (* 13. März 1807; † 7. Dezember 1840) verheiratet. Er hinterließ zwei Söhne:
- Leo Amadeus Maximilian (* 8. Januar 1829; † 27. Dezember 1895), Hofbeamter,[4] preußischer Generalleutnant ⚭ 8. November 1853 Emma von Parry (* 6. Juli 1834; † 8. Mai 1912); Tochter des James Patrick von Parry und der Luise Freiin von Stein-Kochberg
- Friedrich Otto Maximilian (* 8. August 1833; † 7. Oktober 1878), Domherr in Meißen, Mitbesitzer von Nassenheide.